# Îles Vierges britanniques
Pour les articles homonymes, voir IVB, BVI et Îles Vierges (homonymie).
Les îles Vierges britanniques (en anglais : British Virgin Islands ou BVI) sont un archipel des Antilles et un territoire d'outre-mer du Royaume-Uni, situé à l'Est de Porto Rico. En 2022, les îles Vierges britanniques sont l'un des paradis fiscaux les plus importants au monde.

## Histoire
Les îles Vierges ont été colonisées par les Arawaks d'Amérique du Sud à une date comprise entre 1500 avant J.-C. et 200 après J.-C. Les Arawaks ont habité les îles Vierges jusqu'au XVe siècle, époque à laquelle ils ont été déplacés par les Kalinago (Caraïbes des îles), une tribu plus agressive des îles des Petites Antilles
La première observation européenne des îles Vierges fut réalisée par Christophe Colomb, lors de son deuxième voyage en 1493. Il aurait nommé les îles en l'honneur de sainte Ursule, connue dans la légende des onze mille vierges.
Délaissées par les Espagnols qui préféraient les contrées plus riches, l'archipel devint le repaire idéal des anciens pirates : nouveaux boucaniers anglais, français et néerlandais qui sillonnèrent la mer des Caraïbes pour perpétrer leurs raids contre l'Armada espagnole.
Colonisées en 1648 par les Néerlandais et annexées par les Anglais en 1672, elles furent également disputées par les Français, les Espagnols et les Danois. Vers 1715, Edward Teach (ou Tatch), plus connu sous le nom de Barbe Noire, commanda des attaques contre les navires chargés de biens précieux probablement depuis Soper's Hole.

## Géographie
Les îles Vierges britanniques sont un groupe d'une cinquantaine d'îles faisant partie des Antilles, dont seulement 16 sont habitées. Elles sont situées dans la mer des Caraïbes, à l'est des îles Vierges des États-Unis. L'île principale, Tortola, n'est séparée de Saint John, aux îles Vierges des États-Unis, que par 2,3 kilomètres. À l'est, l'île de Virgin Gorda se situe à 127 km à l'ouest-nord-ouest de l'extrémité occidentale de l'île d'Anguilla.

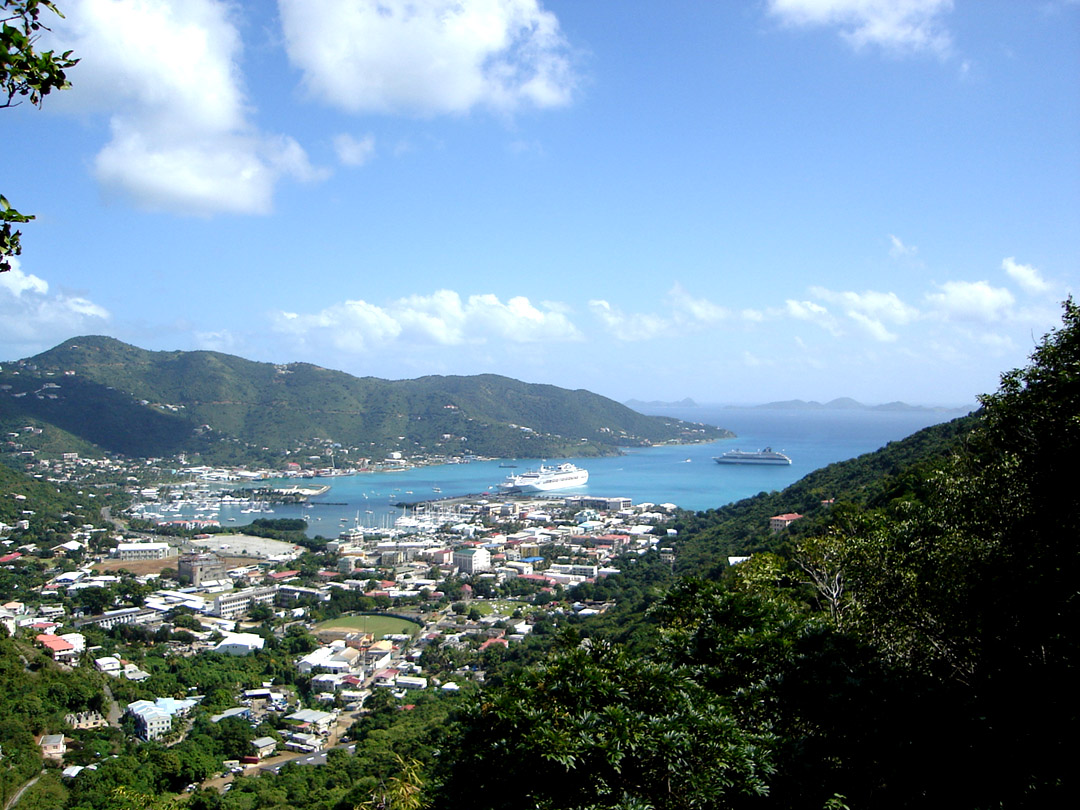
Road Town, la capitale des îles Vierges britanniques située sur l'île de Tortola.

Les principales îles habitées sont Tortola, Virgin Gorda, Anegada, Jost Van Dyke, Peter Island et Salt Island. Road Town, la capitale territoriale, est située sur Tortola.

## Politique
Le statut de territoire d'outre-mer britannique fait de Charles III le souverain des îles Vierges, où il est représenté par un gouverneur, nommé par lui. Daniel Pruce exerce la fonction depuis le 29 janvier 2024. Le Premier ministre est Natalio Wheatley depuis le 5 mai 2022.

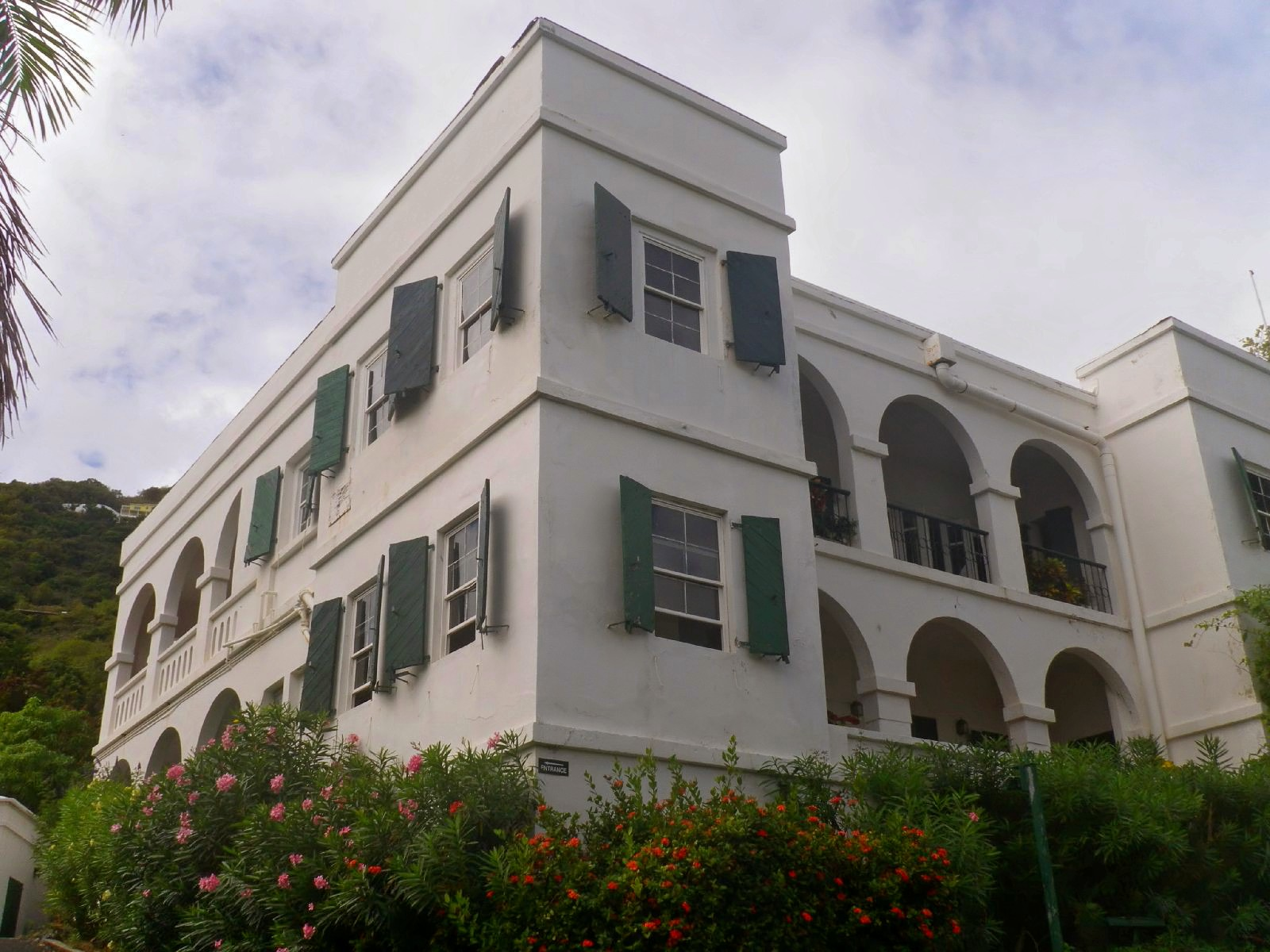
L'ancien édifice du gouvernement des îles.
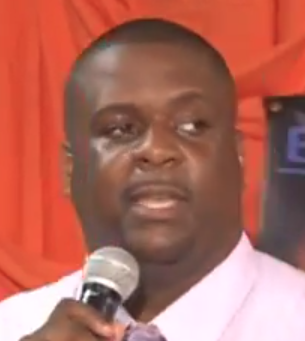
Andrew Fahie, Premier ministre des îles Vierges britanniques de 2019 à 2022.
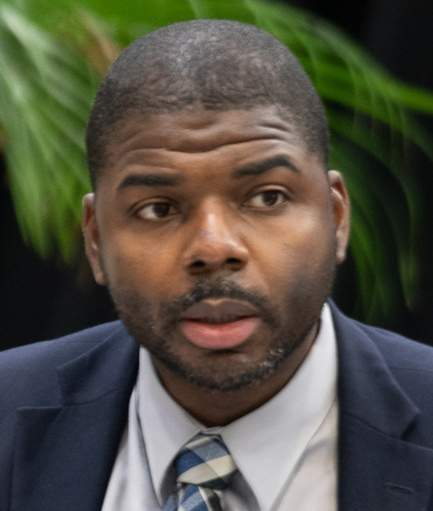
Natalio Wheatley, Premier ministre des îles Vierges britanniques depuis 2022

## Langue
On retrouve plusieurs langues aux îles Vierges britanniques. L'anglais est la langue officielle de facto puisqu'elle représente la langue du Royaume-Uni. Pour ce qui est des autres langues on retrouve dans l'archipel le créole anglais spécifique aux îles Vierges britanniques, l'espagnol et différents autres types de créole dont le créole anguillais. Le créole anglais des îles Vierges britanniques est parlé par 60 % de la population. L'anglais en tant que langue maternelle est pour sa part parlé par 10 % de la population. L'espagnol se retrouve en tant que langue maternelle de 10 % de la population. Le reste de la population utilise les autres créoles mentionnés plus haut.

## Religion

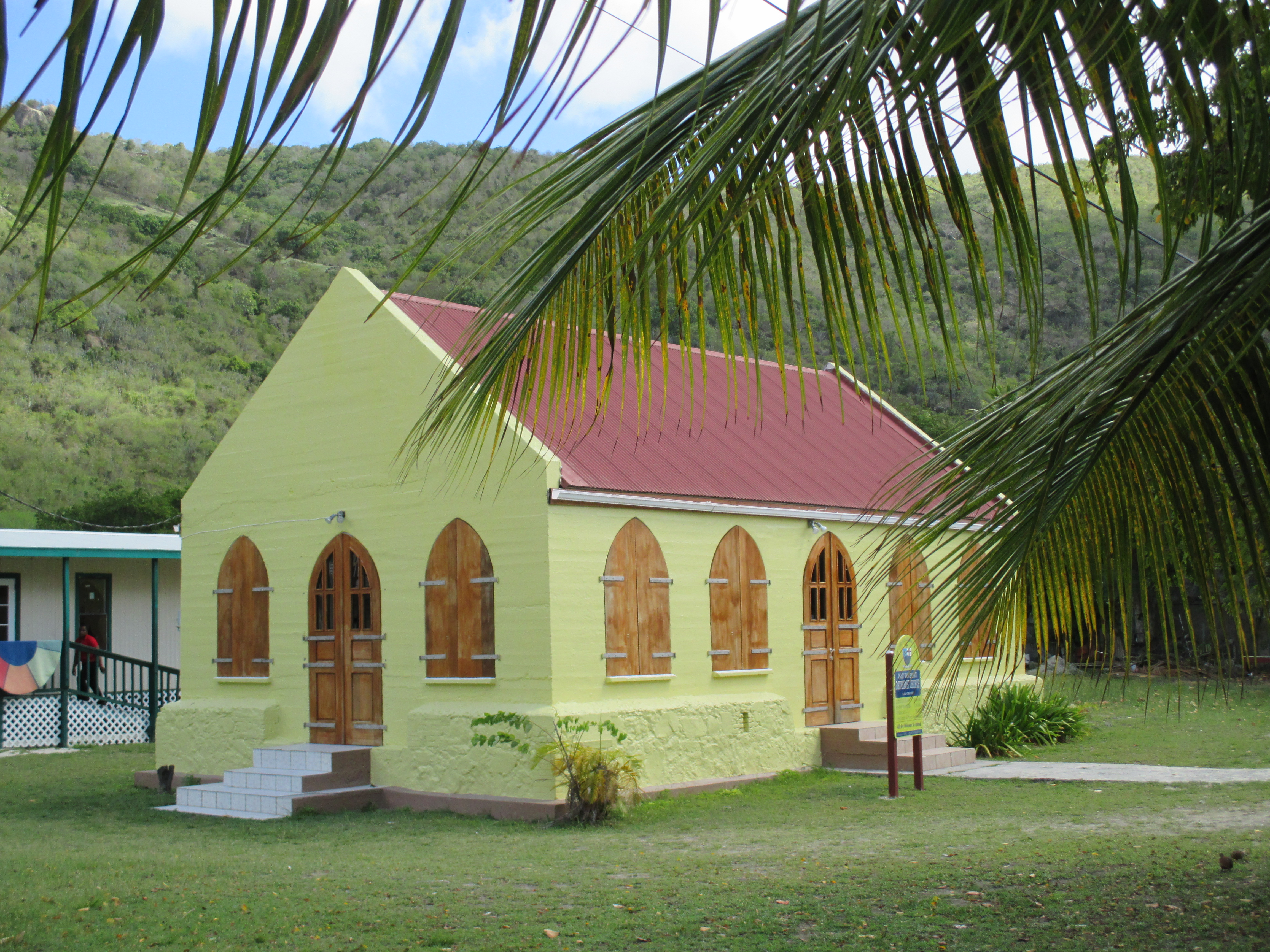
Une église méthodiste des îles.

86 % de la population est protestante et 10 % est catholique. Les anglicans représentent 9 % des 86 % de protestants.

## Économie
L'économie des îles Vierges britanniques est étroitement liée à son statut de paradis fiscal. En janvier 2014, le pays figure sur la liste française des paradis fiscaux.
En mai 2022, les îles Vierges britanniques ont reçu le pire "score de refuge" au monde, qui mesure le degré d'abus fiscal mondial des entreprises qu'il permet. L'ICIJ a montré dans ses enquêtes sur la finance offshore secrète que c'était « la juridiction la plus prisée liée aux politiciens identifiés dans les Pandora Papers, et prisée également par des centaines de ressortissants russes liés aux entreprises impliquées dans la fuite ».
Le pays est parmi les plus prospères des Caraïbes. Selon un rapport de KPMG datant de 2000, 41 % des sociétés mondiales seraient enregistrées aux îles Vierges britanniques. En effet, les sociétés présentes sur les îles Vierges britanniques, tout comme leurs cousines les îles Caïmans, ne paient aucune taxe. L'impôt sur le revenu est de 8 % après une déduction de base de 10 000 $. On trouve donc de nombreuses banques, des fonds de pension, des trusts, des cabinets comptables et cabinets d'avocats. Les « services financiers » compteraient pour 60 % du PIB. Par ailleurs, les deux autres pôles d'activités des îles Vierges britanniques sont le tourisme et le nautisme.
Ce rôle clé joué par les BVI dans les évasions fiscales est souligné en octobre 2021 par les Pandora Papers.
Les îles Vierges britanniques ont adopté le dollar américain (USD) comme devise en 1959.

## Patrimoine
- Les ruines de Cooten Bay, situées au nord de Tortola, sont une ancienne plantation.
- Les ruines de Larmer Bay, situées au nord de Tortola, sont une ancienne plantation.
- Les ruines de Great Thatch, situées sur l'île de Great Thatch, sont une ancienne plantation.
- Les ruines de la mine de cuivre de Virgin Gorda, située au sud-est de Spanish Town, sont une ancienne mine de cuivre construite en 1837 et fermée en 1862.
- Le fort Burt, transformé en hôtel en 1953 et dont il ne reste aujourd'hui que peu d'éléments d'époque.
- Le fort Charlotte, construit en 1794 et dont il ne reste aujourd'hui que des ruines.
- Le fort Purcell, construit à la fin du XVIe siècle-début du XVIIIe siècle, ancien fort colonial néerlandais puis britannique dont il ne reste aujourd'hui que des ruines. Un programme de réhabilitation est envisagé par le gouvernement de l'île.
- Le fort Recovery, construit vers 1620 et dont il ne reste aujourd'hui que des ruines. Un hôtel a été construit autour de la tour.
- Le fort Road Town à Road Town, construit à la fin du XVIIIe siècle, est un ancien fort colonial dont il ne reste aujourd'hui que des ruines. Une clinique a été construite à son emplacement.
- Le fort Whelk Point, à l'est de Road Town, construit à la fin du XVIIIe siècle, dans l'optique de protéger la colonie de Road Town.
- La plantation de la baie de Josiah, située au nord-est de Road Town, est une ancienne plantation, reconvertie en distillerie de rhum au XXe siècle.
- La prison de Road Town, construite dans les années 1770, est le plus vieux bâtiment de Road Town et le lieu de l'exécution d'Arthur William Hodge (en), planteur condamné à mort en 1811 pour avoir flagellé un de ses esclaves à mort. Un musée a ouvert ses portes en 2016.
- Road Harbour est le port de commerce des Îles Vierges britanniques.
- Le musée folklorique des îles Vierges britanniques à Road Town, abrite des poteries et des outils en pierre des Arawaks et des Kalinago, notamment un fuseau décoré, l'épave du RMS Rhone et des artefacts du HMS Nymph, des objets utilisés dans les plantations de canne à sucre et des informations sur la conservation des récifs.
- L'hôtel du Gouvernement, résidence officielle du gouverneur des îles Vierges britanniques.
- L'église Saint-Philippe, à l'est de Road Town, est la plus ancienne église noire composée de paroissiens noirs libres, à avoir survécu en Amérique.
- L'église Sainte-Ursule, à Spanish Town, construite en 1989.

## Curiosités naturelles
- The Baths, une plage de Virgin Gorda, au sud de Spanish Town.

## Démographie
Au recensement de 2010, l'archipel compte 28 054 habitants. La majorité de la population est d'origine afro-caribéenne (83 %), et sont les descendants des esclaves amenés d'Afrique par les Britanniques. Le reste de la population est majoritairement constitué de gens d'origine européenne et de façon plus minoritaire, de Latinos, d'Indiens et de gens d'origine mixte.
80 % de la population se trouve sur l'île de Tortola et environ 15 % sur l'île de Virgin Gorda.

## Culture
- Culture aux îles Vierges britanniques (en)
- Musique aux îles Vierges britanniques (en)
- Culture des Caraïbes (en)
- Art caribéen (en)
- Caribbean Broadcast Network, chaîne de télévision locale.

L'hymne national est God Save the King.

### Principales fêtes des îles Vierges britanniques

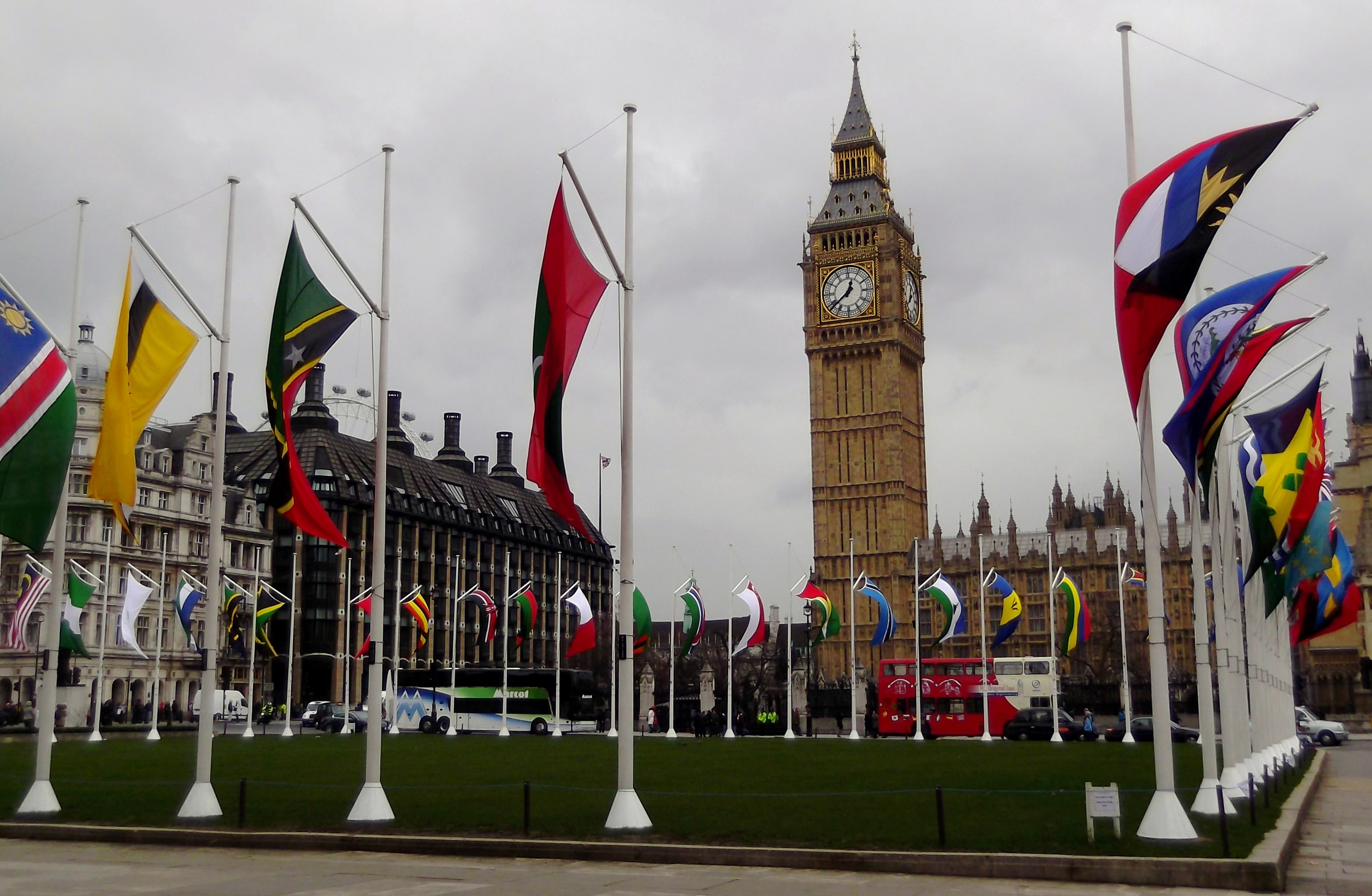
Le jour du Commonwealth est célébré dans les îles.

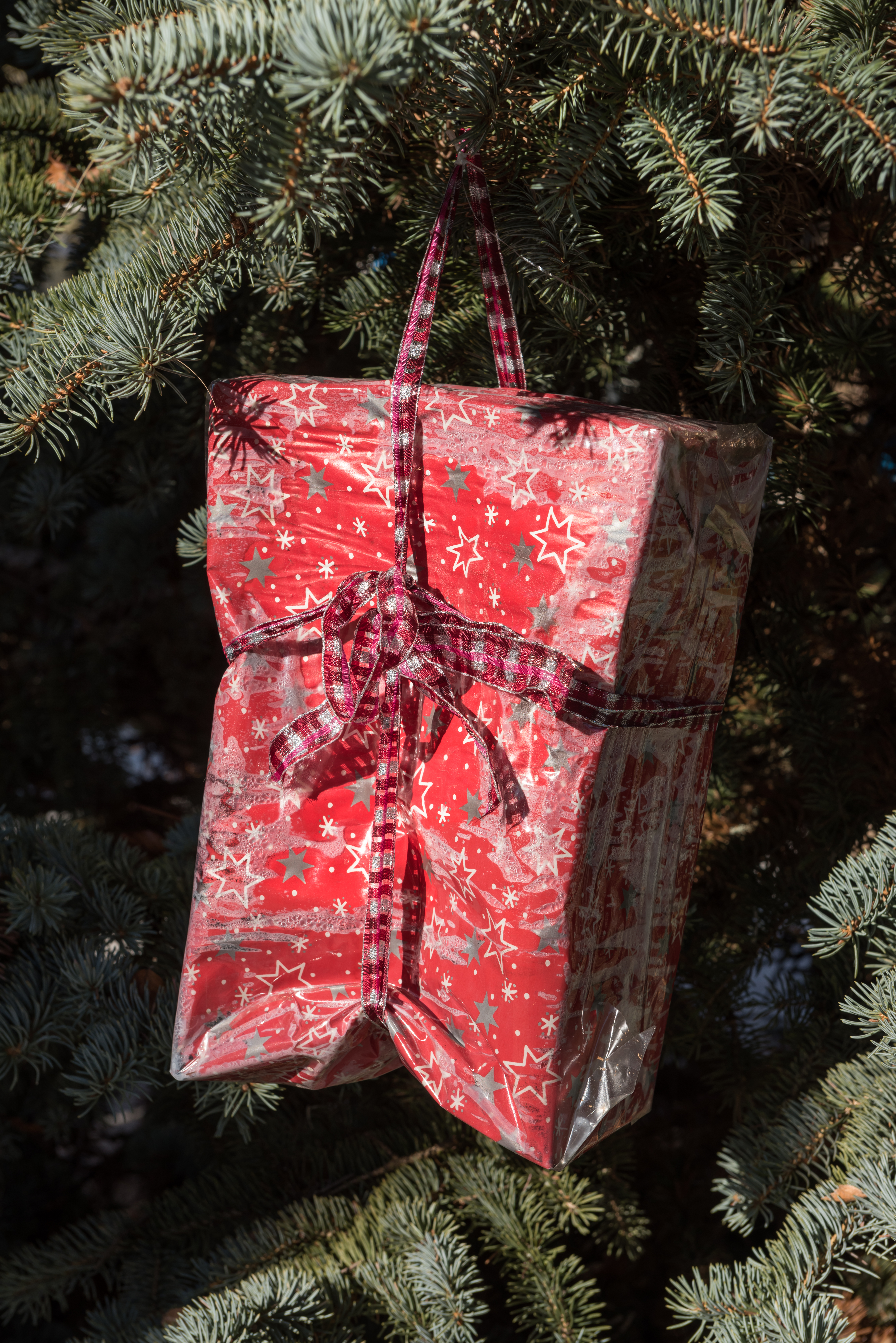
Dans les Îles Vierges britanniques, on accroche les cadeaux dans l'arbre de Noël.

Les principales fêtes du territoire sont,,,:
- Jour du Commonwealth (12 mars) : les États membres célèbrent les liens qui les unissent normalement en mars ;
- Jour du Territoire (1er juillet) : depuis 1956, il s'agit d'un jour de fierté national. Une des activités pendant les célébrations est l'inspection des gardes par le Gouverneur et le Ministre en chef ;
- Anniversaire du roi (14 novembre) : le roi Charles III est célébré ce jour-là ;
- Noël (25 décembre) : les citoyens des îles magasinent beaucoup pour Noël. Les plats populaires sont surtout la volaille et le jambon. De plus, on préfère tailler soi-même l'arbre de Noël et y accrocher les cadeaux sur le territoire. Enfin on utilise des fruits frais pour décorer et on assiste aussi à des concerts en plein air pour Noël.